# ペタシス試薬
ペタシス試薬（Petasis reagent、ペタシス反応との関係は無い）はジメチルチタノセン（Cp2TiMe2）のことで、塩化メチルマグネシウムまたはメチルリチウムと二塩化チタノセンを反応させることによって容易に作ることができる。カルボニル基の末端アルケンへの変換に使われるが、これはテッベ試薬およびウィッティヒ反応によく似ている。
ウィッティヒ反応とは異なり、ペタシス試薬はアルデヒドやケトン、エステルを含む広範囲のカルボニル基と反応できる。また、ペタシス反応はテッベ試薬と比べて空気に対し安定であり、純粋な固体として分離することができ、トルエン-THFに速やかに溶解する。
オレフィン化試薬の活性種であるCp2TiCH2は、ペタシス試薬をトルエンまたはTHF中で60℃に熱することにより形成する。
ペタシス反応はマイクロ波刺激によって進行する。